# Schönborn (Brandeburgo)
Schönborn es un municipio del distrito de Elba-Elster, en Brandeburgo (Alemania). Pertenece al Amt (Unión de municipios) de Elsterland.

## Demografía
| Año  | Habitantes |
| ---- | ---------- |
| 1875 | 1 547      |
| 1890 | 1 763      |
| 1910 | 2 319      |
| 1925 | 2 426      |
| 1933 | 2 512      |
| 1939 | 2 546      |
| 1946 | 3 011      |
| 1950 | 3 160      |
| 1964 | 2 666      |
| 1971 | 2 507      |

| Año  | Habitantes |
| ---- | ---------- |
| 1981 | 2 280      |
| 1985 | 2 300      |
| 1989 | 2 332      |
| 1990 | 2 290      |
| 1991 | 2 266      |
| 1992 | 2 208      |
| 1993 | 2 188      |
| 1994 | 2 184      |
| 1995 | 2 173      |
| 1996 | 2 167      |

| Año  | Habitantes |
| ---- | ---------- |
| 1997 | 2 173      |
| 1998 | 2 130      |
| 1999 | 2 091      |
| 2000 | 2 041      |
| 2001 | 2 014      |
| 2002 | 1 994      |
| 2003 | 1 937      |
| 2004 | 1 908      |
| 2005 | 1 917      |
| 2006 | 1 820      |

| Año  | Habitantes |
| ---- | ---------- |
| 2007 | 1 791      |
| 2008 | 1 749      |
| 2009 | 1 694      |
| 2010 | 1 647      |
| 2011 | 1 606      |
| 2012 | 1 579      |
| 2013 | 1 593      |
| 2014 | 1 546      |
| 2015 | 1 565      |
| 2016 | 1 553      |